# Außenbürgerschaft Ronsdorf
Die Außenbürgerschaft Ronsdorf war im 18. und 19. Jahrhundert der ländlichen Außenbezirk der bergischen Bürgermeisterei Ronsdorf im Kreis Lennep des Regierungsbezirks Düsseldorf innerhalb der preußischen Rheinprovinz. Sie ging aus der mittelalterlichen und frühneuzeitlichen Honschaft Erbschlö hervor und wurde 1846 aufgelöst, als Stadt und Außenbürgerschaft zur Stadtgemeinde Ronsdorf zusammengeschlossen wurden.
Laut der Statistik und Topographie des Regierungsbezirks Düsseldorf von 1832 gehörten zu der Außenbürgerschaft folgende Ortschaften und Wohnplätze: 
- Dorf Erbschlö
- Holthauser Rotte: Monschau, Höhe, Sonnenschein, Holthausen, Käshammer, Huckenbach, Baur, Dorn, Wolfshügel, Neuenhof, Meistershammer
- Scharpenacker Rotte: Schirpkottendelle, Schmalenhof, Marpe, Scharpenacken, Conradswüste, Hammesberg, Blombacherbach
- Marscheider Rotte: Werfsiepen, Putschhaus, Marscheid, Marscheiderbach, Beek, Sporkert
- Blombacher Rotte: Linde, Tannenbaum, Blombach
- Hülsberger Rotte: Vosholt, Eiche, Hülsberg
- Boxberger Rotte: Blaffertsberg, Büschgen, Kottsiepen, Kratzkopf, Boxberg
- Staller Rotte: Hütte, Böckel, Stall
- Heider Rotte: Heid, Schmittenberg, Rädchen, Hundschüppe, Manneshammer, Friedrichshammer